# Liste der Gemeinden im Komitat Tolna

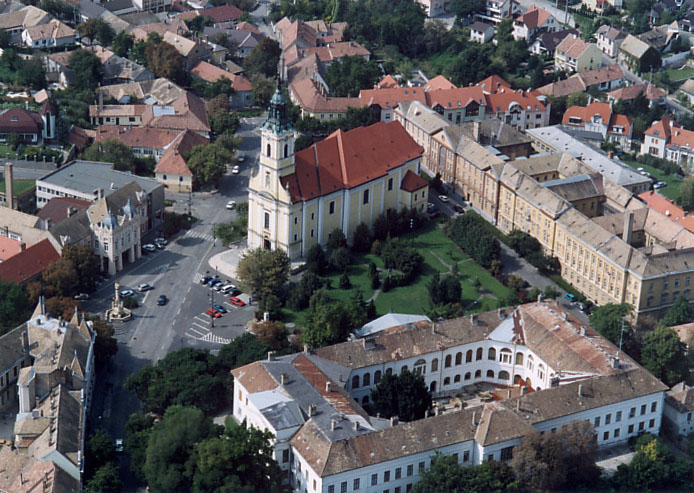
Szekszárd ist die größte Stadt im Komitat

Diese Liste umfasst die Städte und Gemeinden des Komitats Tolna in Ungarn. Es bestehen in Tolna insgesamt 109 Gemeinden, davon elf Gemeinden mit und 98 Gemeinden ohne Stadtrecht. Jede Gemeinde hat einen direkt von den Bürgern gewählten Bürgermeister (ungarisch polgármester). Jede Gemeinde verfügt über eigene Einnahmen, kann aber auch Zuschüsse aus dem zentralen Staatshaushalt erhalten. Zu den Verpflichtungen der Gemeinden gehören u. a. die Sicherung des Grundschulunterrichts, die Gewährleistung der medizinischen und sozialen Grundversorgung, sowie das Geltendmachen der nationalen und ethnischen Minderheitenrechte.
Seit 1993 bestehen für die dreizehn in Ungarn lebenden ethnischen Minderheiten gesetzliche Regelungen zur Selbstverwaltung. Die seitdem entstandenen Minderheiten-Selbstverwaltungen bestehen aus gewählten, in die kommunale Verwaltung integrierten Organen, welche die Interessen der Minderheiten vertreten. Sie sind teils sehr unterschiedlich ausgeprägt oder organisiert, bieten aber den jeweiligen Bürgern weitgehende sprachliche und kulturelle Autonomie.
Alle Angaben beruhen auf der Volkszählung vom 1. Januar 2022

## Städte
| Selbstverwaltungen der Minderheiten (2010)                                                         | Selbstverwaltungen der Minderheiten (2010) | Selbstverwaltungen der Minderheiten (2010) |
| -------------------------------------------------------------------------------------------------- | ------------------------------------------ | ------------------------------------------ |
| d de                                                                                               | Selbstverwaltung der Deutschen             | 37 Gemeinden                               |
| r rom                                                                                              | Selbstverwaltung der Roma                  | 50 Gemeinden                               |
| Weitere Selbstverwaltungen bestehen für die im Komitat Tolnau beheimateten Serben (eine Gemeinde). |                                            |                                            |

### Städte mit Komitatsrecht
Eine Stadt mit Komitatsrecht (ungarisch megyei jogú város) erfüllt im Bereich der Komitatsverwaltung zusätzliche Aufgaben gegenüber den anderen Städten und Gemeinden des Komitats.
- Szekszárd d, r 30.401 Einwohner

### Städte ohne Komitatsrecht
| Stadt         | Einw.  | Stadt          | Einw.  |
| ------------- | ------ | -------------- | ------ |
| * Bátaszék d  | 05.959 | * Nagymányok d | 02.121 |
| * Bonyhád d   | 12.186 | * Paks d       | 18.019 |
| * Dombóvár d  | 17.434 | * Simontornya  | 03.737 |
| * Dunaföldvár | 08.374 | * Tamási d     | 07.787 |
| * Gyönk d     | 01.805 | * Tolna d      | 10.654 |

## Gemeinden

### Großgemeinden
Eine Großgemeinde (ungarisch nagyközség) besteht meist aus mehreren Ortsteilen.
| Stadt       | Einw. |
| ----------- | ----- |
| * Decs      | 3.758 |
| * Fadd      | 3.987 |
| * Hőgyész d | 2.694 |
| * Nagydorog | 2.474 |
| * Pincehely | 2.083 |

### Gemeinden
| - Alsónána - Alsónyék - Aparhant - Attala - Báta - Bátaapáti - Belecska - Bikács - Bogyiszló - Bölcske - Bonyhádvarasd d - Cikó d - Csibrák d - Csikóstőttős d - Dalmand - Diósberény d | - Döbrököz - Dunaszentgyörgy - Dúzs - Értény - Fácánkert - Felsőnána - Felsőnyék - Fürged - Gerjen d - Grábóc - Györe - Györköny d - Gyulaj - Harc - Iregszemcse - Izmény | - Jágónak - Kajdacs - Kakasd d - Kalaznó - Kapospula - Kaposszekcső d - Keszőhidegkút d - Kéty - Kisdorog d - Kismányok - Kisszékely - Kistormás - Kisvejke d - Kocsola d - Kölesd - Koppányszántó | - Kurd - Lápafő - Lengyel d - Madocsa - Magyarkeszi - Medina - Miszla - Mőcsény - Mórágy d - Mucsfa - Mucsi - Murga - Nagykónyi - Nagyszékely - Nagyszokoly - Nagyvejke | - Nak - Németkér d - Őcsény d - Ozora - Pálfa - Pári d - Pörböly - Pusztahencse - Regöly - Sárpilis - Sárszentlőrinc - Sióagárd d - Szakadát d - Szakály - Szakcs - Szálka d | - Szárazd d - Szedres - Tengelic - Tevel d - Tolnanémedi - Udvari - Újireg - Váralja d - Várdomb d - Várong - Varsád d - Závod d - Zomba d |